# Massamba Ndiaye
Massamba Ndiaye, né le 8 octobre 2001 à Thiès, est un footballeur international sénégalais qui évolue au poste de gardien de but au Clermont Foot 63.

## Carrière en club
Massamba Ndiaye s'engage avec le Pau FC en 2021, quittant ainsi son club formateur, le CNEPS Excellence FC.
Il fait ses débuts professionnels avec Pau lors d'un match nul 1-1 en Ligue 2 contre Bastia le 5 février 2022.
En août 2023, il signe avec l'équipe de Ligue 1, le Clermont Foot 63.